# (7253) Nara
(7253) Nara ist ein Asteroid des äußeren Hauptgürtels, der am 13. Februar 1993 vom japanischen Amateurastronomen Fumiaki Uto an der Sternwarte Uto (IAU-Code 365) entdeckt wurde.
Der Asteroid wurde nach der japanischen Präfektur Nara mit der Hauptstadt Nara benannt, die wegen ihrer vielen alten und gut erhaltenen Tempel mit zu den bedeutendsten touristischen Zielen in Japan gehört.